# دهستان کلاشی
دهستان کلاشی نام دهستانی در بخش کلاشی شهرستان جوانرود، استان کرمانشاه در ایران است. براساس سرشماری مرکز آمار ایران در سال ۱۳۸۵، جمعیت آن ۴۳۹۲ نفر (۸۷۴ خانوار) بوده‌است.